# Nesokia bunnii
Nesokia bunnii — один з пацюків (Rattini), ендемік Іраку.

## Таксономія
Спочатку описаний під родом Erythronesokia Khajuria (1981), але показаний Al-Robaae та Felten (1990) як відмінний вид Nesokia.

## Середовище проживання
Цей вид є ендеміком боліт південно-східного Іраку в долинах Тигру та Євфрату. Можливо також він зустрічається в болоті Аль-Хавізе на сході, що перетинає кордон Іраку та Ірану. Вид маловідомий, але, схоже, він наземний і віддає перевагу вологим місцям проживання, таким як болота й болотисті місцевості.

## Загрози й охорона
Болота південного Іраку були сильно осушені та знищені протягом років, що передували війні в Іраку в 2003 році. До 2000 року болота були майже знищені. Це включало розширення сільського господарства. Однак у вересні 2005 року високий об’єм високоякісної води, що надходить на болота з річок Тигр і Євфрат, внаслідок двох рекордних років танення снігового покриву в Туреччині та Ірані, дозволив затопити 39% колишніх боліт. Хоча повторне затоплення не гарантує успіху відновлення, польові дослідження виявили чудову швидкість відновлення місцевих макробезхребетних, макрофітів, риб і птахів у затоплених болотах. Проте, наявність у майбутньому води для відновлення під питанням, що говорить про те, що лише частина колишніх боліт може бути відновлена. Крім того, ландшафтний зв’язок між болотами значно зменшується, що викликає занепокоєння з приводу зникнення місцевих видів і зниження різноманітності в ізольованих водно-болотних угіддях. Немає інформації про те, як ці масові зміни землекористування вплинули на Nesokia bunnii, але як вид, який, як вважають, залежить від боліт; його населення, мабуть, значно постраждало. Невідомо, чи зустрічається цей вид на заповідних територіях.